# 朱丽叶·哈斯拉姆
朱丽叶·哈斯拉姆（英語：Juliet Haslam，1969年5月31日—），澳大利亚女子曲棍球运动员。她曾代表澳大利亚国家队参加1992年、1996年和2000年夏季奥林匹克运动会曲棍球比赛，获得二枚金牌。